# SN 2009dr
SN 2009dr – supernowa typu Ia odkryta 17 kwietnia 2009 roku w galaktyce A144442+4943. W momencie odkrycia miała maksymalną jasność 20,30m.